# Loreto, Misiones
Loreto är en ort i Argentina.   Den ligger i provinsen Misiones, i den nordöstra delen av landet, 900 km norr om huvudstaden Buenos Aires. Loreto ligger 173 meter över havet och antalet invånare är 1 201.
Terrängen runt Loreto är huvudsakligen platt. Loreto ligger uppe på en höjd. Närmaste större samhälle är San Ignacio, 9,0 km norr om Loreto. 
I omgivningarna runt Loreto växer i huvudsak städsegrön lövskog. Runt Loreto är det ganska glesbefolkat, med 36 invånare per kvadratkilometer.